# Nick Bossy
Pour les articles homonymes, voir Bossy.
Nick Bossy né dans l’État de Chuuk le 12 septembre 1936 et mort à l'hôpital de Chuuk à Weno, le 24 septembre 1997, est un ancien sénateur du Congrès de Micronésie puis sénateur du Congrès des États fédérés de Micronésie.

## Biographie
Nick Bossy nait le 12 septembre 1936. Il est diplômé du lycée Xavier de Weno dans l’État de Chuuk. Il suit ensuite un programme de stagiaire en gestion au Département du personnel du siège du gouvernement du Territoire sous tutelle des îles du Pacifique et, à la fin de 1968, il est nommé directeur du personnel du district des îles Mariannes. En 1970, il retourne à Chuuk où il occupe le même poste, et ce jusqu'à son élection au Congrès de Micronésie en 1974, succédant à Andon Amaraich. 
Lors du sixième Congrès de Micronésie, il siège au Comité sénatorial des opérations judiciaires et gouvernementales et de la santé, de l'éducation et des affaires sociales. Il est nommé pour siéger au Comité mixte sur les nominations administratives, à la Conférence de la délégation micronésienne sur le droit de la mer et au Comité mixte sur les revendications micronésiennes. 
En 1985, Nick Bossy est élu au quatrième Congrès des États fédérés de Micronésie en 1985 en battant le titulaire Sasao H. Gouland. Il a été vice-président de la Commission des ressources et du développement et membre de la Commission de la santé, de l'éducation et des affaires sociales et des opérations judiciaires et gouvernementales. Au début des années 1990, au cours de son deuxième mandat, Nick Bossy subit un accident vasculaire cérébral dont il ne se remet pas complètement et qui ne lui permet pas de terminer son mandat.
Il meurt à l'hôpital de Chuuk à Weno, le 24 septembre 1997. Les drapeaux du pays et des ambassades sont mis en berne du 26 au 29 septembre sur ordonnance du président des États fédérés de Micronésie Jacob Nena. Des funérailles nationales en présence du vice-président Leo Falcam ont lieu le 1er octobre 1997. Marié avec Denida Refilong, morte en août 1997, ils laissent quatre filles et deux filles.